# 513e régiment d'infanterie parachutée
Pour les articles homonymes, voir 513e régiment.
Le 513e régiment d'infanterie parachutée était un régiment de la 17e division aéroportée de l'armée de terre des États-Unis. Il a notamment participé dans les dernières étapes de la bataille des Ardennes et sera parachuté en Allemagne lors de l'Opération Varsity début mars 1945. Le régiment était dirigé par le colonel James W. Coutts.

### Sources
- (en) Cet article est partiellement ou en totalité issu de l’article de Wikipédia en anglais intitulé « 513th Parachute Infantry Regiment (United States) » (voir la liste des auteurs).